# Avguštinej
Avguštinej (latinsko Augustineum) je bil znan dunajski bogoslovni zavod v času Avstro-Ogrske. Polno ime zavoda je bilo K. u. K. höheres Weltpriesterbildungsinstitut zum hl. Augustin (Cesarsko-kraljevski inštitut sv. Avguština za izobraževanje duhovnikov), med študenti pa je bil znan tudi kot Fritanej (oziroma Fritaneum). Gojenci so se imenovali fritani ali fritaneisti.

## Zgodovina
Avguštinej je ustanovil leta 1816 cesar Franc I. Sedež ustanove je bil v bivšem samostanu avguštincev na dunajskem Hofburgu, po letu 1914 pa na ulici Habsburggasse. Glavni razlog za ustanovitev inštituta je bila želja, da bi na Dunaju vzgajali duhovnike, neodvisno od Rima. 
Gojenci inštituta so študirali teologijo in so v treh letih dosegli doktorat. Gojenci so nosili tudi posebna enotna oblačila. Inštitut je bil odprt za gojence z vseh koncev avstro-ogrske monarhije - med gojenci je bilo tudi precej Slovencev. Do leta 1916, ko je bil Avguštinej ukinjen, ga je obiskovalo več kot 1000 gojencev.

## Znani gojenci
Slovenci:
- Jernej Legat, tržaško-koprski škof
- Mihael Napotnik, lavantinski škof
- Anton Bonaventura Jeglič
- Janez Evangelist Krek
- Frančišek Borgia Sedej
- Josip Anton Ujčić, beograjski nadškof

Drugi:
- Josip Juraj Strossmayer
- Juraj Dobrila
- Franz Xavier Nagl, kardinal